# Tulle
Tulle [tyl] je město ve Francii. Leží v regionu Nová Akvitánie, ve střední Francii. Je to třetí největší město v regionu po Limoges a Brive-la-Gaillarde.

## Geografie
Sousední obce: Naves, Sainte-Fortunade, Laguenne a Les Angles-sur-Corrèze.

## Historie
Během stoleté války bylo Tulle vypleněno Rodrigem de Villandrandem.

## Vývoj počtu obyvatel
Počet obyvatel

## Partnerská města
- Bury, Spojené království
- Dueville, Itálie
- Lousada, Portugalsko
- Rentería, Španělsko
- Schorndorf, Německo
- Smolensk, Rusko